# Isagoras metricus
Isagoras metricus är en insektsart som beskrevs av Rehn, J.A.G. 1947. Isagoras metricus ingår i släktet Isagoras och familjen Pseudophasmatidae. Inga underarter finns listade i Catalogue of Life.